# Ozarba perssoni
Ozarba perssoni är en fjärilsart som beskrevs av Hans Daniel Johan Wallengren 1875. Ozarba perssoni ingår i släktet Ozarba och familjen nattflyn. Inga underarter finns listade i Catalogue of Life.